# Commandement du combat futur
Le Commandement du combat futur (CCF) est pour l’Armée de Terre, le référent en matière d’innovation dans toutes ses dimensions pour faire face aux combats de demain : capter rapidement l’innovation, l’expérimenter, la formaliser et faciliter son appropriation par les soldats.
Placé sous l’autorité du chef d'état-major de l'Armée de Terre (CEMAT), le CCF fait partie des grands commandements de l’armée de Terre.

## Rôle et missions
Le Commandement du combat futur constitue le grand organisme de la cohérence capacitaire et doctrinale de l’armée de Terre, voué à développer sa capacité d’innovation. Le général de corps d’armée Bruno Baratz est nommé Commandant du combat futur le 1er août 2023.
Le CCF agrège notamment l’ancien Centre de doctrine et d'enseignement du commandement (CDEC), la Section technique de l'Armée de terre (STAT) dont le Battle Lab Terre, ou la Force d’expertise du combat Scorpion (FECS).

## Le plan ATHENA
Après un an de montée en puissance, le CCF propose à travers l'Accélération de la Transformation à la Hauteur des ENgagements de l’Avenir (ATHENA), un ensemble de mesures concrètes et visibles visant à dynamiser la transformation de l’armée de Terre dans les domaines techniques et tactiques. Le plan ATHENA favorise l’identification et l’intégration de technologies prometteuses en mettant en relation la recherche, l’industrie et les forces armées. Des événements comme COHOMA 3 illustrent cette approche collaborative. Le plan soutient également des projets innovants, qu’ils proviennent des forces ou du secteur civil, en leur offrant un accompagnement stratégique et opérationnel. Enfin des unités pilotes telle que la 7e BB, expérimentent ces innovations pour optimiser les doctrines d’emploi et renforcer les capacités opérationnelles des forces armées. 

## Organisation
Pour remplir ses missions, le Commandement du combat futur s’appuie sur quatre piliers :
- le centre d’études stratégiques : il éclaire l’avenir, assure une veille des conflits, des révolutions et des évolutions technologiques et sociétales pour donner un temps d’avance à l’armée de Terre.
- le laboratoire du combat futur : il est chargé de l’innovation et de l’expérimentation.
- la Section technique de l'Armée de terre (STAT) : elle accompagne et coordonne les différents champs de l’innovation. Elle assure la conduite et le suivi des opérations d'armement dès le stade de la conception et jusqu'au retrait du service des matériels.
- la division développement des forces : elle traduit les expérimentations en doctrine et concepts d’emplois au profit des Forces terrestres. Elle assure également la cohérence de développement des fonctions opérationnelles et celle des travaux avec l’interarmées et l’OTAN. Elle pilote le RETEX.

## Insigne
Homologué par le Service Historique de la Défense sous le n° G5889, l'insigne du CCF est frappé par la maison Drago. Tournée vers l'avenir, l'image d'Athéna figure la sagesse et la stratégie. Elle est associée à la flèche, arme de jet et symbole du but à atteindre. Au centre de l’insigne, les trois couleurs indiquent que ce nouveau commandement contribue à donner à la France une armée de Terre à la hauteur des enjeux des combats futurs. Les deux lames d’or entrelacées incarnent la dynamique de l'innovation. Elles évoquent le lien indissociable entre le passé et l’avenir, soulignant ainsi l'importance du cycle continu d'évolution et de développement au sein des forces terrestres.

## Implantations
Pour leurs portions centrales, le Commandement du combat futur est implanté à l’École militaire, la STAT est stationnée sur le plateau de Satory, la FECS tient garnison à Mailly-le-Camp.